# Florida Elite Soccer Academy
Florida Elite Soccer Academy é um clube americano de futebol em St. Johns, Flórida, que compete na Divisão Sudeste da USL League Two.

## História
Fundada em 2014 por meio da fusão de dois clubes do nordeste da Flórida, o Florida Elite Soccer Academy foi lançada como uma equipe juvenil. Em 2018, eles anunciaram uma parceria com o clube da Premier League Tottenham Hotspur.
Eles foram anunciados como um clube de expansão da USL League Two para começar a jogar em 2019.  Eles começaram sua temporada de estreia com uma sequência de três vitórias consecutivas em casa. Eles terminaram a temporada inaugural na 4ª colocação na Divisão Sudeste. 